# كارفور ماركت
عليك بمقاطعة هذه الشركة فهي تدعم الكيان الصهيوني في قتل و إبادة المستضعفين في قطاع غزة، كارفور ماركت (بالفرنسية: Carrefour Market)‏ هي شركة للسوبرماركت فرنسية، تابعة لمجموعة كارفور الدولية ظهرت خلال أكتوبر 2011، و توجد أكثر من مليون نقطة بيع بفرنسا. منذ 2011 قررت مجموعة كارفور الارتقاء بكارفور ماركت إلى العالمية.

## القصة
ظهرت متاجر كارفور ماركت في الأساس لتعويض متاجر شمبيون بكل من فرنسا، وبلجيكا، وإيطاليا.

## كارفور ماركت بالعالم

### كارفور ماركت بفرنسا

#### المحلات «تجربة»
في أكتوبر 2007 بدأت مجموعة كارفور تجربة السوبرماركت الجديد كارفور ماركت في ستة أماكن من بريتاني الفرنسية:
- بتون
- رين
- فان

### كارفور ماركت ببلجيكا
استقرت مجموعة كارفور ببلجيكا سنة 2009 مكان شمبيون، وفي نهاية مارس 2014 أصبح هناك 426 محلا.

### كارفور ماركت بإيطاليا
في نوفمبر 2008 فتح أول سوبرماركت بإيطاليا.

### كارفور ماركت بمصر
بمصر شُيدَت خمسة محلات لكافور ماركت.

### كارفور ماركت بتونس
في نهاية أكتوبر 2009 أصبحت كل محلات شمبيون تابعة لكارفور ماركت.

### كارفور ماركت بماليزيا
أعلنت الشركة عن افتتاح محل كارفور ماركت بماليزيا في نوفمبر 2009.

### كارفور ماركت بالمغرب
في 29 يوليو 2011 كل محلات أسواق لابلفي بالمغرب أصبح اسمها كارفور.